# Stenorhopalus rugosus
Stenorhopalus rugosus är en skalbaggsart som beskrevs av Leon Fairmaire och Germain 1861. Stenorhopalus rugosus ingår i släktet Stenorhopalus och familjen långhorningar. Inga underarter finns listade i Catalogue of Life.